# Elizabeth DeLoughrey
Elizabeth M. DeLoughrey (* 1967) ist eine US-amerikanische Anglistin. Sie ist Professorin am English Department und am Institute of the Environment and Sustainability der University of California in Los Angeles (UCLA).

## Leben und Wirken
Elizabeth De Loughrey war Fullbright Stipendiatin an der University of Waikato und wurde 1999 mit der Arbeit „Antipodean archipelagoes: post-colonial cartographies in Caribbean and Pacific Island literatures“ an der University of Maryland promoviert. 2013 und 2014 war sie als ACLS (American Council of Learned Societies) Frederick Burkhardt Residential Fellow an der Huntington Library. In den Jahren 2018–19 war sie Stipendiatin University of California President’s Faculty Research Fellowship und 2020 Stipendiatin des Rachel Carson-Zentrums für Umwelt und Gesellschaft in München.
Sie ist seit 2008 am English Department und seit 2012 am Institute of the Environment and Sustainability der UCLA tätig. Sie unterrichtet postkoloniale und indigene Literatur mit den Themenschwerpunkten Umwelt, Globalisierung, Ernährungspolitik, Anthropozän und Klimawandel. Ein besonderer Fokus ihrer Forschung liegt auf Frauenliteratur der Karibik- und Pazifikinseln als auch auf postkolonialen und indigenen Sichtweisen auf Umweltwissenschaften. Weitere Felder ihrer wissenschaftlichen Auseinandersetzung sind Island Studies, Militarisierung und Nuklearisierung, Critical Ocean Studies, Feministische und Kritische Theorie.
DeLoughrey war an zahlreichen Konferenzen und Workshops beteiligt: Sie war unter anderem 2009 Mitorganisatorin des Cultural Pre-history of Environmentalism Project der Mellon Foundation, als auch an der Globalized Islands: Contemporary Literature & the Transnational Encounter Conference an der UCLA im Jahre 2010 und 2011 am Workshop Legacies of Pacific Island Militarization beteiligt. 2012–2013 organisierte sie die Konferenz „Global Ecologies: Nature/Narrative/Neoliberalism“ an der UCLA und einen Workshop zu Imperialism, Narrative, and the Environment am Rachel Carson Center der Ludwig-Maximilians-Universität München.
2015 erhielt DeLoughrey eine Gastprofessur an der Université Paul-Valéry in Montpellier, Frankreich.
DeLoughrey ist Gründerin und Koordinatorin des UCLA-Kolloquiums für postkoloniale Literatur und Theorie und Mitherausgeberin der Online-Open-Access-Zeitschrift Environmental Humanities.

## Publikationen (Auswahl)
Monografien
- Routes and Roots: Navigating Caribbean and Pacific Island Literatures. University of Hawaii Press, 2009, ISBN 978-0-8248-3122-6
- Allegories of the Anthropocene. Duke University Press, 2019, ISBN 9781478004103

als Herausgeberin
- mit Renée Gosson, George Handley: Caribbean Literature and the Environment: Between Nature and Culture. University of Virginia Press, Charlottesville 2005, ISBN 978-0813923727
- mit George Handley: Postcolonial Ecologies: Literatures of the Environment. Oxford University Press, Oxford 2011, ISBN 978-0195394436
- mit Jill Didor, Anthony Carrigan: Global Ecologies & the Environmental Humanities: Postcolonial Approaches. Routledge, London 2016, ISBN 9781138235816